# Бриц (Еберсвалде)
Бриц (њем. Britz) општина је у њемачкој савезној држави Бранденбург. Једно је од 24 општинска средишта округа Барним. Према процјени из 2010. у општини је живјело 2.226 становника. Посједује регионалну шифру (AGS) 12060036.

## Географски и демографски подаци
Бриц се налази у савезној држави Бранденбург у округу Барним. Општина се налази на надморској висини од 55 метара. Површина општине износи 15,4 km². У самом мјесту је, према процјени из 2010. године, живјело 2.226 становника. Просјечна густина становништва износи 145 становника/km².